# Hamza Kastrioti
Hamza Kastrioti var en albansk adelsman. Efter faderns död uppfostrades han av sin farbror Skanderbeg. I slaget om Niš deserterade han tillsammans med Skanderbeg från den osmanska armén, och konverterade till kristendomen och ändrade sitt namn till Branilo.  Han stöttade Skanderbegs uppror och var hans andreman när Skanderbegs styrkor erövrade Kruja 1443.
1448 var Skanderbegs styrkor under befäl av Hamza och Marin Spani när de ockuperade staden Balec och rekonstruerade befästningar när Skanderbeg inledde det albansk-venetianska kriget. Hamza ville inte vara kvar i slottet och lämnade över till Marin Spani med 2000 soldater.  Marin upptäckte att den nya fästningen inte var säker och drog sig tillbaka till Dagnum när han informerades om att de Venetianska styrkorna var på väg mot Balec. 
Efter att Skanderbeg 1456 hade fått en son, Gjon Kastriota, insåg Hamza att han inte skulle få ärva positionen som kung i Kastriotis furstendöme. Han deserterade därför från Skanderbeg och fick löfte av sultanen om att när landet hade erövrats skulle han få kontroll över Albanien som vasall. 
1457 var han, tillsammans med Isak-Bej, en av befälhavarna i Slaget vid Albulena. Han fångades av Skanderbegs styrkor och placerades i förvar i Neapel anklagad för förräderi. Men han blev senare friad och skickades till Istanbul och fortsatte tjäna osmanerna. Detta betraktades av albanerna som en stor tragedi; han var en av de bästa generalerna och var mycket populär bland de albanska styrkorna. 